# Le livre du coeur d’amour épris

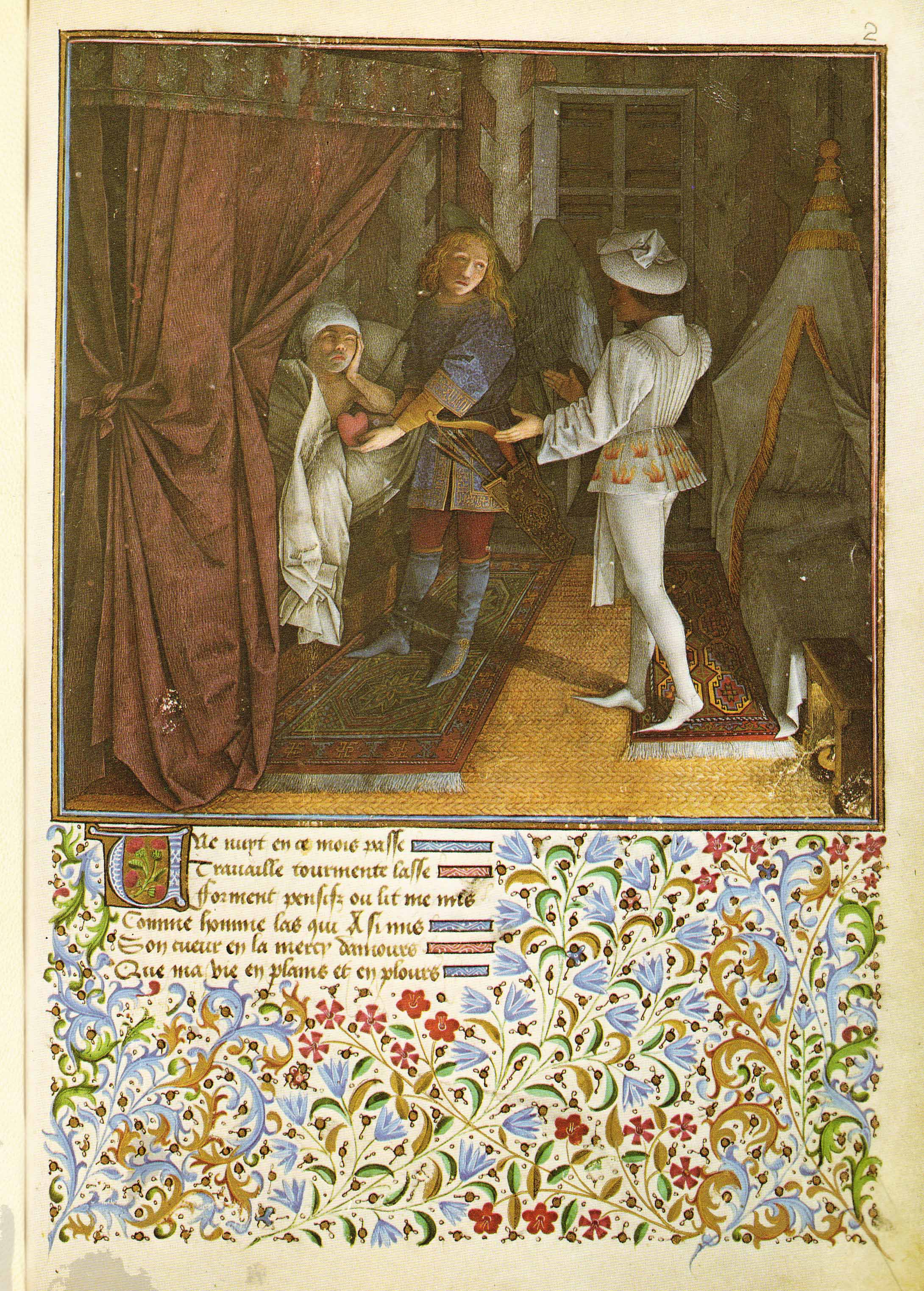
Miniatuur uit de Livre du cœur d'Amour espris, Amour geeft aan Désir het hart van de zieke koning. Barthélemy van Eyck.

Le livre du cuer damours espris  in modern Frans Le livre du coeur d’amour épris is een allegorische roman geschreven door René I van Anjou omstreeks 1457.

## Tekst
De tekst, deels in proza deels in paarsgewijs rijmende verzen, werd door koning René zelf geschreven in de traditie van de allegorische hoofse roman zoals de Roman de la Rose. Bij het begin van het werk schrijft koning René dat zijn werk geïnspireerd is door grote daden van de dappere ridders Lancelot, Gawain, Galahad en andere ridders van de Ronde Tafel ten tijde van koning Arthur en door de queeste naar de Heilige graal. De verhalen van de verteller zijn in proza gesteld, de dialogen van de allegorische personages zijn in versvorm geschreven.
De plot van het verhaal is vrij complex en de personages die in de roman voorkomen zijn incarnaties van deugden, ondeugden en sentimenten zoals Honneur (eer), Amour (liefde), Espérance (hoop), Jalousie (afgunst), Courroux (toorn), Tristesse (droefheid) enzovoort. Ook de plaatsen waar het verhaal zich afspeelt worden benoemd met allegorische namen zoals Forêt de Longue-Attente (het bos van het lange wachten) of Château de Bon Repos (Slot van de goede rust). Het boek vertelt de geschiedenis van het hart van een dichter dat door Cupido geroofd wordt tijdens diens slaap. Het hart wordt in het verhaal ridder Coeur, die begeleid wordt door de schildknaap Ardent Désir (brandend verlangen). Er volgt dan een serie avonturen tot uiteindelijk ridder Coeur zijn ideale dame vindt, Doulce Merci (Zachte genade) die gevangen wordt gehouden door Refus (afwijzing), Honte (schande) en Crainte (angst). Ridder Coeur krijgt als beloning een kus van Doulce Merci, maar kan haar niet bevrijden. Hij verlaat haar om dan weg te kwijnen in het Hospital d’Amour (hospitaal van de liefde).
In het handschrift français 24399 van de Bibliothèque nationale de France staat een epiloog gericht aan een edelman die René ‘mon très cher et très aimé neveu et cousin’ noemt maar in het Weense manuscript bevindt zich naast deze epiloog ook een proloog gericht aan de ‘Très haut et puissant prince, mon très cher et très aimé neveu Jean, duc de Bourbon’. Koning René heeft het boek dus opgedragen aan Jan II van Bourbon, de schoonzoon van zijn zus Maria van Anjou en Karel VII van Frankrijk. In deze proloog verklaart René aan zijn neef dat hij in het boek in ‘parabels’ zijn eigen liefdes en verdriet verhaalt.
Wat de inhoud aangaat kan men de Livre du Cuer d'Amours espris zien als een synthese van twee stijlen, enerzijds de ridderroman in proza en anderzijdes de allegorische roman waarvoor René te rade is gegaan bij het eerste deel van de Le roman de la Rose, het deel geschreven door Guillaume de Lorris.

## Handschriften
Van het verhaal zijn zeven manuscripten uit de 15e eeuw bewaard gebleven namelijk:
- Parijs, Bibliothèque nationale de France, Arsenal 2984, einde 15e eeuw
- Parijs, Bibliothèque nationale de France, français 1425
- Parijs, Bibliothèque nationale de France, français 1509
- Parijs, Bibliothèque nationale de France, français 24399, ca. 1460
- Parijs, Bibliothèque nationale de France, nouvelles acquisitions françaises 11679, f. 184-304v, 16e eeuw
- Vaticaan, Biblioteca Apostolica Vaticana, Reginensi latini 1629, einde 15e eeuw
- Wenen, Österreichische Nationalbibliothek, 2597

De twee bekendste daarvan zijn de Codex Vindobonensis 2597 uit Wenen en de BnF français 24399. Ook het français 1509 van de BnF is geïllustreerd, de vier andere bevatten alleen de tekst.

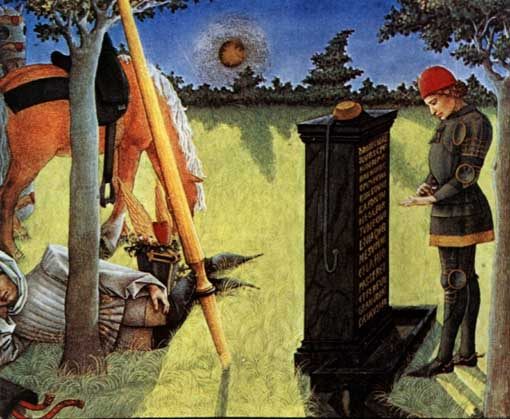
Codex Vindobonensis 2597, Bathélemy van Eyck - Ridder Coeur leest bij zonsopgang de tekst op de betoverde bron.

### Wenen, Österreichische Nationalbibliothek, Codex Vindobonensis 2597
Dit handschrift is vooral bekend voor zijn miniaturen door Barthélemy van Eyck. Het werd vervaardigd tussen 1457 en 1467. Het manuscript is samengesteld uit 127 perkamenten folia van 290 op 207 mm. De verluchting werd niet afgewerkt maar de zestien overgeleverde miniaturen worden algemeen erkend als horende tot het mooiste werk uit die periode. Barthélemy van Eyck was een meester in het schilderen van het licht en het weergeven van de sfeer van nachtelijke scènes. Smeyers noemt dit boek een hoogtepunt in de geschiedenis van de West-Europese boekverluchting en het onbetwistbaar meesterwerk van Barthélemy van Eyck.
Het handschrift is afkomstig uit de bezittingen van Eugenius van Savoye. Na diens dood wordt het in 1738 verworven door keizer Karel VI voor de keizerlijke bibliotheek. In 1809 verdwijnt het als oorlogsbuit naar Parijs maar het wordt in 1815 teruggegeven aan de Oostenrijkse nationale bibliotheek.

### Paris, Bibliothèque nationale, français 24399
Dit handschrift dat waarschijnlijk de best bewaarde tekst bevat werd geschreven omstreeks 1460 en waarschijnlijk een twintigtal jaar later pas verlucht. De miniaturist bleef tot nu toe onbekend en kreeg de noodnaam Meester van de Livre du Cœur d'Amour épris. Het boek bestaat uit 138 folia in perkament van 310 x 215 mm groot. De tekst is geschreven in één kolom met 30 lijnen in een gotisch bastarda schrift. De bladspiegel bedraagt ca. 169 x 111 mm. Het boek bevat 70 miniaturen. De eerste zestien hebben exact hetzelfde iconografische programma als de zestien miniaturen uit de codex Vindobonensis 2597 maar zijn volgens de kunsthistorici van mindere kwaliteit. Het boek is afkomstig uit de verzameling van Louis-Jean Gaignat (1697-1768) een van de grote Franse verzamelaars uit de 18e eeuw.

## Moderne uitgaven
Van het werk zijn de volgende moderne uitgaven beschikbaar:
- Oeuvres complètes du roi René, avec une biographie et des notices par M. le Comte de Quatrebarbes, et un grand nombre de dessins et ornements, d'après les tableaux et manuscrits originaux par M. Hawke, Angers, Cosnier et Lachèse, t. 1, 1845, cliv + 152 p.; t. 2, 1844, cxiv + 156 p.; t. 3, 1846, xxx + 211 p.; t. 4, 1846, xiii + 203 p. (t. 3)
- Herzog René von Anjou, Buch vom liebentbrannten Herzen (Nat. Bibl. in Wien, Hs. 2597). Miniaturen und Text, herausgegeben und erläutert von O. Smital und Emil Winkler, Wien, 1926.
- René d'Anjou, Vom liebentbrannten Herzen, eingeleitet und erläutert von Franz Unterkircher, Graz, 1975.
- René d'Anjou, Le livre du cuer d'amours espris. Texte présenté et édité par Susan Wharton, Paris, Union générale d'éditions (10/18, 1385. Bibliothèque médiévale), 1980, 223 p.
- René d'Anjou, Le cœur d'amour épris, éd. Marie-Thérèse Gousset, Daniel Poirion et Franz Unterkircher, Paris, Lebaud, 1981.
- René d'Anjou, Le livre du coeur d'amour épris. Texte présenté, établi, traduit et annoté par Florence Bouchet, Paris, Librairie générale française (Le livre de poche, 4567. Lettres gothiques), 2003, 533 p.